# 霍爾登 (北達科他州)
霍爾登（英語：Holden）是位於美國北達科他州亞當斯縣的一個未組織地區。

## 地方資料
霍爾登的面積為93.08平方千米，皆為陸地。根據2010年美國人口普查的數據，當地共有人口21人，而人口密度為每平方千米0.23人。